# Gaurotes glabricollis
Gaurotes glabricollis là một loài bọ cánh cứng trong họ Cerambycidae.